# Рил
Рил (англ. Reel) − тип традиционного танца, распространённый в Ирландии и Шотландии, а также музыкальный ритм, под который можно танцевать этот танец.
Рил возник примерно в 1750-е годы в Шотландии, а ирландские мастера танца дали ему дальнейшее развитие (два рила — «Kelsey’s Wee Reel» и «Miss MacLeod’s Reel»). Музыкальный размер рила 2/4 или 4/4, имеет быстрый темп. Это по характеру «бегущий» танец.
Где-то до середины XX века различались мелодически и танцевально Single Reel и Double Reel, первый в обоих отношениях был менее сложным и более медленным. Позже различие между ними стерлось.
Большинство «риловых» шагов исполняются под double reel, в то время как single reel мелодии используются больше для простых шагов, используемых начинающими танцорами. Исполняются они под музыку 4/4 и в мягкой обуви.
The treble reel исполняют в жёсткой обуви. В то время как он стал весьма популярен по всему миру среди зрителей, он весьма редко исполняется на соревнованиях. Этот танец с его быстрыми ритмичными ударами и зрелищными движениями, привел в восторг миллионы зрителей во всем мире, когда был впервые исполнен в качестве номера 'Riverdance' во время конкурса Евровидения. Можно сказать, что за несколько минут это выступление перевернуло все в ирландских танцах вверх дном и обеспечило им общественного признания и уважения больше, чем за предыдущие семьдесят лет.
Стиль treble reel получил популярность благодаря усилиям The National Folk Theatre (Siamas Tire) под художественным руководством преподобного Pat Ahern и преподавательницы Patrica Hanafin из Tralee.

## Пример классического рила
Bonnie Kate